# Stephan Auer (Diplomat)
Stephan Auer (* 17. November 1961 in Tanger) ist ein deutscher Diplomat. Er war von 2020 bis 2024 Botschafter in Äthiopien. Seit Mitte 2024 vertritt er Deutschland als Botschafter in Finnland und leitet die Botschaft Helsinki.

## Leben
Stephan Auer begann nach dem Abitur 1979 ein Studium der Rechtswissenschaften und Politologie und legte 1985 das 1. Staatsexamen ab. Nach Wehrdienst (1986–1987) und Rechtsreferendariat (1987–1988) begann er 1988 den Vorbereitungsdienst für den höheren Auswärtigen Dienst.
Auer ist verheiratet und hat zwei Kinder.

## Laufbahn
Nach Beendigung des Vorbereitungsdienstes für den höheren Auswärtigen Dienst war Auer von 1990 bis 1991 in der Abrüstungsabteilung des Auswärtigen Amtes, von 1991 bis 1994 an der Botschaft London und von 1994 bis 1997 in der sicherheitspolitischen Abteilung des Auswärtigen Amtes tätig. Nach einer Verwendung an der Botschaft Riad (1997–2001) wurde er stellvertretender Referatsleiter in der Europaabteilung des Auswärtigen Amtes. 2004 folgte die Versetzung an die Botschaft in Rom als Leiter des Politischen Referats. 2007 kehrte er in die Europaabteilung des Auswärtigen Amtes zurück und wurde dort Referatsleiter und 2010 Beauftragter in der Wirtschaftsabteilung.
2013 wurde er zum stellvertretenden Leiter der Abteilung Menschenrechte, Globale Fragen und multilaterale Angelegenheiten beim Europäischen Auswärtigen Dienst berufen.
2016 wurde Auer als Nachfolger von Rolf Mafael zum Botschafter in Seoul (Südkorea) ernannt. Nach vier Jahren in Seoul wechselte Auer 2020 als Botschafter nach Addis Abeba, Äthiopien. Seit Mitte 2024 vertritt er Deutschland als Botschafter in Finnland und leitet die Botschaft Helsinki.